# Nineta inpunctata
Nineta inpunctata is een insect uit de familie van de gaasvliegen (Chrysopidae), die tot de orde netvleugeligen (Neuroptera) behoort. 
Nineta inpunctata is voor het eerst wetenschappelijk beschreven door Reuter in 1894.